# L矮星
| 子類 | 溫度   | 發光度       |
| ---- | ------ | ------------ |
| M8   | 2300   | ~0.0007 Lʘ   |
| L0   | 2100 K | ~0.00035 Lʘ  |
| L2   | 1950 K | ~0.0001 Lʘ   |
| L4   | 1800 K | ~0.000075 Lʘ |
| L6   | 1700 K | ~0.000065 Lʘ |
| L8   | 1500 K | ~0.000045 Lʘ |

L矮星是光譜類型L（也稱為 D矮星）的天體，可以是低質量的恆星 、棕矮星或年輕的自由漂流的行星質量天體。如果通過直接成像檢測到年輕的系外行星或行星質量伴星，它也可能具有L光譜類型，例如仙女座κb。

## 光譜特性

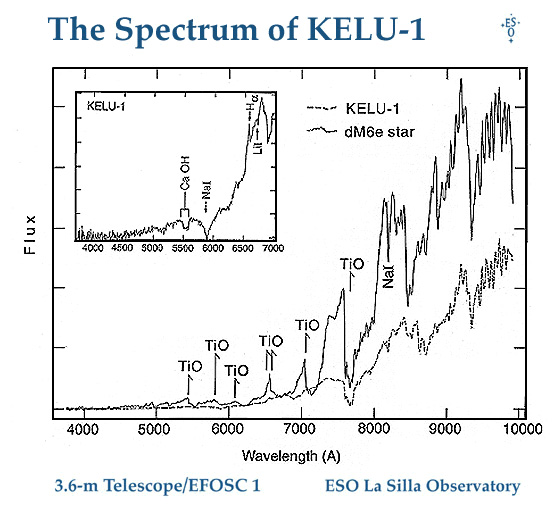
與M6矮星相比，科魯-1（L型聯星，底部的線）的光譜顯示出更强的TiO和鈉吸收。

在2MASS之前，已知光譜類型晚於M9.5V的天體只有六顆。隨著20個新的晚型天體的發現，有必要定義L型和T型光譜類型。柯克帕特里克等人在1999年定義了這兩種光譜類型。在這些L-矮星中，存在於晚期M-矮星中的金屬氧化物（TiO、VO）被金屬氫化物（例如CrH、FeH）和中性鹼金屬（如K、Rb、Cs所取代。L矮星和T矮星之間的躍遷是通過光譜中出現甲烷（CH4）來定義的。M矮星在其近紅外光譜中顯示出由水蒸氣（H2O）引起的吸收。這種吸收特徵隨著L光譜類型的後期類型而增强，而一氧化碳（CO）的吸收在光譜類型上幾乎沒有變化。在T矮星，CO被CH4取代。最初估計最熱的L0矮星的溫度約為2000K，最冷的L8矮星的溫度為1500K左右。現代估計範圍從L9的1100 K到L0的最高2500 K。
L矮星具有紅色、紫羅蘭紫或紫色的顏色，這是由於鈉D線的吸收，該線的中心位於5890Å，與綠色重疊。後來的研究將L矮星描述為紫色。

### 次矮星
次矮星是金屬豐度低的天體。這些天體通常很老，它們的金屬性會影響不同的吸收特性。特別是，氫分子的碰撞誘導吸收導致H-和K波段的抑制，這導致L型次矮星具有藍色近紅外顏色。2MASS J0532+8246是發現的第一顆L型次矮星。前綴sd、esd和usd表示次矮星、極次矮星和超次矮星。 帶有usd首碼的天體金屬豐度最低。

## 主序星
對於具有太陽金屬量的天體，氫燃燒最小質量為0.075M☉（78.5MJ）。超冷基本參數表列出了幾個紅外光譜類型為L0至L4、質量高於78.5MJ的天體。該表中質量最高的L矮星之一是G 239-25B（L0），他們發現其質量為88.9±0.59MJ。氫燃燒極限取決於金屬量，金屬量低的天體可能具有高的氫燃燒極限。另一個因素是較低的金屬量會使大氣更加透明。因此，較老的天體具有更高的溫度。具有早期L光譜類型的老L次矮星可能是主序星。例如，棕矮星SDSS J0104+1535（usdL1.5，0.086±0.0015M☉）剛好低於約0.088M☉的氫燃燒極限，它的金屬量 [Fe/H] = -2.4 ± 0.2.。同一團隊也發現，已知的L-次矮星中有三分之一是次恆星，三分之二是低質量恆星。 CWISE J1249+3621（sdL1, 0.082+0.002
−0.003 M☉）是另一個恆星的例子，因為對[M/H]=-1的恆星，氫燃燒的極限在0.080左右。這顆恆星也是一顆超高速星。

## 棕矮星
大多數L矮星是棕矮星。棕矮星是質量低於78.5MJ的天體。質量低於14MJ的天體通常被稱為行星質量天體，但根據它們的形成機制，它們也被稱為行星質量棕矮星。
在超冷基本參數表中，目前有422個紅外光譜類型為L、質量範圍為14-78.5MJ的物體。 此外，已知有數十顆L型棕矮星與恆星、白矮星或棕矮星共同運動。發現的第一顆L型棕矮星是GD 165B，它圍繞著一顆白矮星運行。它的質量後來被確定為62.58±15.57MJ。

## 行星質量天體和系外行星

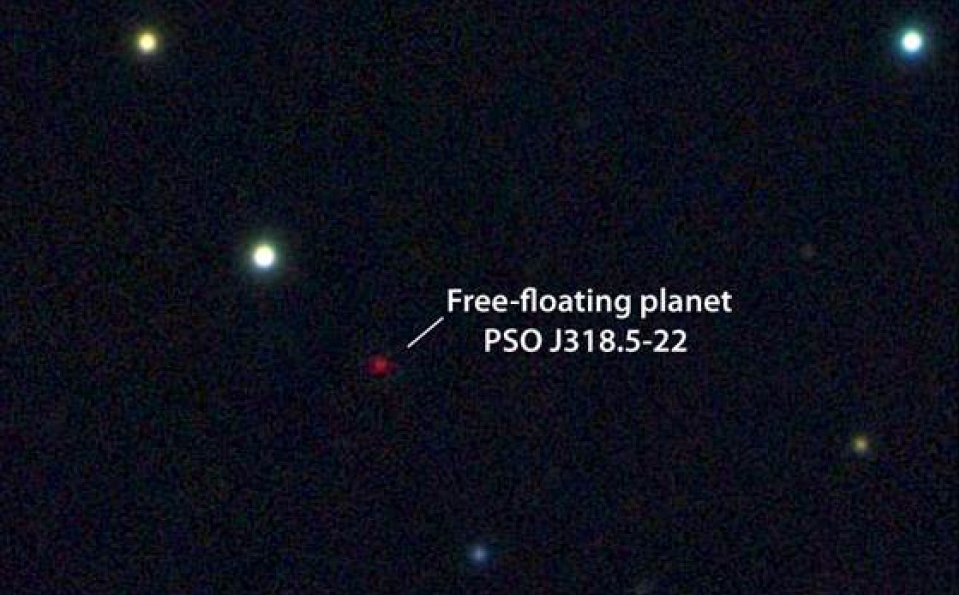
自由漂浮的行星質量天體PSO J318.5−22，是一顆L矮星。

行星質量天體通常被定義為質量低於14MJ的天體。這些天體可以自由浮動或與恆星或棕矮星共同運動（例如HD 106906 b）。如果一個這樣的天體圍繞一顆恆星運行的距離在約100天文單位內，它就被稱為系外行星。超過100 AU時，它被稱為行星質量伴星，因為理論預測這些天體是自己形成的，而不是由原行星盤的材料形成的。靠近這個 100 天文單位邊界的一顆系外行星是Delorme 1 (AB)b，它可能是通過拱星盤的碎裂形成的，因此被認為是一顆系外行星。 更近的行星，例如HR 8799周圍的行星和仙女座κ b也類似於L矮星或具有L光譜型。
這些天體通常通過它們的年輕的年齡來識別。例如，一個天體可以出現在一個年輕的星團中（例如NGC 1333）或年輕的星協 （參見附近星協列表清單）。研究人員可以使用溫度-年齡或光度-年齡關係來確定其質量是否低於13MJ。對於非常年輕的星團（<1百萬年），即使是L0光譜類型也對應於行星質量，因此這樣一個星團中的所有L矮星都有一個行星質量。
另一種方法是確定年輕的其他指標。例如，質樣較低的天體具有較低的表面重力，這會導致更廣闊的大氣層和更多的垂直混合。這將影響某些光譜特徵的深度，並可能導致紅色近紅外顏色。低重力L矮星通常用後綴 β、γ 和 δ 表示，表示中等（β）、低（γ）和非常低（δ）的重力。低重力的L3-L5矮星也可以顯示鋰吸收。但所謂的「鋰測試」對於確定低質量的年輕L矮星不太可靠。低重力天體的一個例子是CWISE J0506+0738， 它的光譜類型介於L8γ和T0γ之間，質量可能為7±2MJ。

## 可變性和雲
自2000年代初以來，鐵雲及其頂部有矽酸鹽雲被認為是L矮星的的理論。L矮星中存在的矽酸鹽已經被史匹哲太空望遠鏡觀察到。特別是L4-L6矮星經常表現出矽酸鹽吸收。但任何L矮星也可能不存在矽酸鹽吸收。變率通常與L矮星和T矮星中雲的存在有關。然而，還有其它可能的解釋，例如熱點、溫度變化和 極光。特別是年輕的天體表現出可變性。最易變的L矮星之一是行星質量伴星VHS J1256–1257b (L7)，振幅為33-38%。

## 磁場和極光
可以在L矮星中檢測到電波發射，這種電波發射有時顯示旋轉的週期性電波脈衝。此外，在早期L矮星中常見的H-α發射被解釋為色球和日冕，但在後來的光譜類型中，它越來越成為一個極光特徵。因此，具有H-α發射的L4-T8天體通常也是電波源。來自棕矮星的無線電脈衝是高度圓極化的，可能來自與極光相連的電子迴旋加速器不穩定性（ECMI）。目前尚不清楚是什麼為棕矮星的極光無線電發射提供動力。一個建議是與電漿盤的同向旋轉的分解，這也為木星上的主極光提供動力。另一個建議的能量來源是與棕矮星周圍的岩石行星的相互作用，類似於Io和木星之間的交互作用。電子與氫分子的撞擊會產生三氫陽離子（H+
3）。這可以在2 μm和4 μm的紅外線中用JWST檢測到。H+
3被氣體破壞，例如H2O和CH4，可能意味著它在棕矮星中沒有顯著積累。在凱克天文台，可能是由於極光電子更深入地滲透到棕矮星大氣層中並被氣體破壞，在任何M、L或T矮星中檢測到H+
3。第一顆有無線電發射的L矮星是2MASS J00361617+1821104（L3.5）。

## 聯星

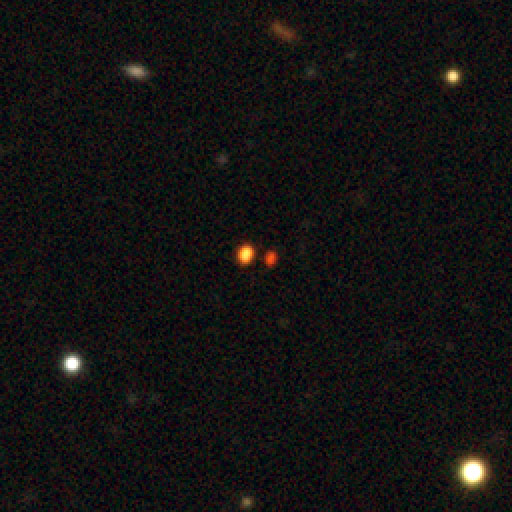
L型聯星CWISE J0146-0508AB (L4+L8 blue)

通常L矮星比M矮星更缺乏聯星。以 L矮星為主要系統的聯星分數為 24+6
−2%，典型間隔為5–8 天文單位（AU）。也有一些距離更寬的L矮星，例如WISE 2150−7520 （L1+T8），它的距離間隔為341 AU。最靠近太陽系的L矮星是主星為盧曼16 AB聯星。它的光譜類型為 L8。